# Russ Kingston
Russ Kingston ist ein US-amerikanischer Schauspieler, Filmeditor und Kameramann.

## Leben
Kingston war Student an der University of California, Los Angeles und reiste 1972 gemeinsam mit seinem Kommilitonen und späteren Filmregisseur Elliott Hong durch Südkorea. Dabei entstand von beiden die Dokumentation Tears of Buddha, die 1973 erschien. 1973 lebte Kingston mehrere Monate in Kenia und drehte die Dokumentarserie Animal World. Nach diesen ersten Schritten in der Filmindustrie Anfang der 1970er Jahre als Kameramann folgten gegen Ende der 1970er Jahre erste Tätigkeiten als Filmeditor. So war er unter anderem 1977 an Blue Sunshine und 1985 an Cusack – Der Schweigsame beteiligt. 1994 arbeitete er als Filmeditor am Film Guyver – Dark Hero mit, in einer Nebenrolle gab er sein Filmschauspieldebüt.
Zu Beginn des 21. Jahrhunderts war Kingston regelmäßig in Serien- und Filmproduktionen zu sehen. 2007 stellte er im Fernsehfilm Andrew Jackson die historische Rolle des Henry Clay dar. 2009 spielte er unter anderen in den The-Asylum-Filmproduktionen Mega Shark vs. Giant Octopus in der Rolle des Admiral Scott sowie in Transmorphers 3 – Der dunkle Mond in der Rolle des Stan Weston mit.

## Filmografie (Auswahl)

### Schauspiel
- 1994: Guyver – Dark Hero (Guyver: Dark Hero)
- 2003: Obey the Signs... and Live! (Kurzfilm)
- 2004: General Hospital (Fernsehserie, Episode 1x10644)
- 2005: Day of the Dead: Contagium (Day of the Dead 2: Contagium)
- 2005: The Search for the Golden Bird
- 2006: Stranger Adventures (Fernsehserie, Episode 1x02)
- 2006: Mega Movers (Fernsehdokuserie, Episode 1x05)
- 2006: Low (Kurzfilm)
- 2007: The Milgram Experiment (Kurzfilm)
- 2007: Bumblebeez: Doctor Love (Kurzfilm)
- 2007: Larry Edgerton (Kurzfilm)
- 2007: The Son (Kurzfilm)
- 2007: Andrew Jackson (Fernsehfilm)
- 2007: Murder by the Book – Die echten Thriller Murder (Murder by the Book, Fernsehdokuserie, Episode 2x08)
- 2008: The WReplacements (Kurzfilm)
- 2008: Human Body: Pushing the Limits (Fernsehdokuserie, Episode 1x03)
- 2008: Delaney (Kurzfilm)
- 2008: Kitten vs. Newborn (Fernsehserie, Episode 1x15)
- 2008: Mystery ER (Fernsehserie, Episode 2x10)
- 2009: Notruf 911 – Lebensretter am Telefon (Call 911, Fernsehserie, Episode 1x19)
- 2009: Remember Me (Kurzfilm)
- 2009: Moonlit Nights (Kurzfilm)
- 2009: Do It (Kurzfilm)
- 2009: Tim and Eric Awesome Show, Great Job! (Fernsehserie, Episode 4x08)
- 2009: Mega Shark vs. Giant Octopus
- 2009: I Come with the Rain
- 2009: The Perfect Planet (Kurzfilm)
- 2009: Transmorphers 3 – Der dunkle Mond (Transmorphers: Fall of Man)
- 2009: Sekai Gyoten News (Fernsehserie, 1 Episode)
- 2009: America’s Most Wanted (Fernsehshow, Episode 23x06)
- 2010: Guillotine Guys (Kurzfilm)
- 2010: Aftermath with William Shatner (Fernsehdokuserie, 2 Episoden)
- 2011: Car Science (Fernsehserie, Episode 1x01)
- 2011: He’s a Bleeder (Kurzfilm)
- 2011: Killer Outbreaks (Fernsehserie, Episode 1x06)
- 2012: Cursed (Fernsehdokuserie, Episode 1x03)
- 2012: Do Not Press (Kurzfilm)
- 2013: Homes of Horror (Fernsehserie, Episode 1x01)
- 2013: Desert Noir (Kurzfilm)
- 2013: The Eugenist
- 2013: Shadow Wars (Kurzfilm)
- 2014: #iKllr
- 2018: The Virgin Maggi (Kurzfilm)

### Filmeditor
- 1977: Blue Sunshine
- 1979: Comeback (Fernsehserie)
- 1985: Cusack – Der Schweigsame (Code of Silence)
- 1986: Die gnadenlose Clique (Band of the Hand)
- 1988: Aloha Summer
- 1990: Future Zone
- 1992: A Mission to Kill
- 1992: Hitch, der Geist aus der Flasche (Wishman)
- 1994: Guyver – Dark Hero (Guyver: Dark Hero)
- 1994: Reunion (Kurzfilm)
- 1996: Heiße Millionen (Irresistible Impulse)
- 1996: Tainted Love – Gefährliches Verlangen (Tainted Love)
- 1996: The Lord Protector
- 2012: Tiger Cage

### Kamera
- 1973: Tears of Buddha (Dokumentation)
- 1973: Animal World (Fernsehserie, 2 Episoden)
- 1979: Tweet’s Ladies of Pasadena